# Gísli Magnússon (filolog)
Gísli Magnússon, född 1815, död 1878, var en isländsk filolog.
Efter att ha blivit student vid Bessastaðir 1839 vistades Gísli i Köpenhamn i några år för att studera klassisk filologi, men han tog aldrig någon examen. Under denna tid bistod han sin släkting Páll Árnason vid utarbetandet av det latinska lexikonet. Från 1850 var Gisli lärare – från 1852 adjunkt – vid Reykjaviks lärda skola till sin död. Han var en mycket begåvad och lärd man och allsidig lärare, men producerade inte mycket. Tillsammans med Jón Þorkelsson utgav han bland annat en latinsk-isländsk läsebok (Latnesk lestrarbók handa byrjöndum, 1871) och grammatik (Latnesk orðmyndafræði eftir Latínukennendur Reykjavíkurskóla, 1868).